# Sebastián Mora
Sebastian Mora Vedri (nascido em 19 de fevereiro de 1988) é um ciclista espanhol que participa em competições de ciclismo de pista. Nos Jogos Olímpicos de Londres 2012, ele competiu na prova dos 4 000 m perseguição por equipes pela sua nação.